# Zobellviridae

Zobellviridae — семейство преимущественно морских бактериофагов с подовирусной морфологией.

## История
В 2019 году Вера Бишофф с соавторами опубликовали исследование, посвящённое двум новым бактериофагам, паразитирующим на морской бактерии рода Lentibacter, и генетическому разнообразию сходных вирусов. Методами филогенетического анализа полных геномов была очерчена группа вирусов альфа-протеобактерий Celeribacter, Lentibacter и Sulfitobacter. В 2021 году описанный таксон ратифицирован Международным комитетом по таксономии вирусов в ранге семейства, названного в честь американского исследователя Клода Э. Зобелля (англ. Claude Ephraim ZoBell).

## Характеристика
В июне 2022 года в составе семейства насчитывалось 8 родов и 11 видов. Размер геномов варьирует в пределах 37—51 килобаз, геномные концы организованы в виде прямых повторов. Характер генного состава фагов семейства Zobellviridae и наличие прямых концевых повторов указывают на репликацию генома и механизм упаковки ДНК в капсид по типу фага T7. Лизис бактериальных клеток проходит по каноническому холин-эндолизиновому пути. Согласно метагеномным данным, представители семейства обнаруживаются по всему миру в морях умеренных, тропических и экваториальной зон. Вероятно, Zobellviridae в основном инфицируют бактерий, находящихся в симбиотических отношениях с протистами. Также известны бактериофаг vB_KpnP_Klyazma, обладающий активностью в отношении Klebsiella pneumoniae, и бактериофаг IME180, специфичный по отношению к Pseudomonas aeruginosa. Для последнего была описана способность к разрушению бактериальных экзополисахаридов.